# Rossiglione
Rossiglione là một đô thị ở tỉnh Genova thuộc vùng Liguria, nằm ở vị trí cách khoảng 25 km về phía tây bắc của Genova. Tại thời điểm ngày 31 tháng 12 năm 2004, đô thị này có dân số 2.984 người và diện tích là 47,2 km².
Đô thị Rossiglione có các frazione (subdivision) Garonne.
Rossiglione giáp các đô thị sau: Belforte Monferrato, Bosio, Campo Ligure, Molare, Ovada, Tagliolo Monferrato, Tiglieto.